# Wennungen

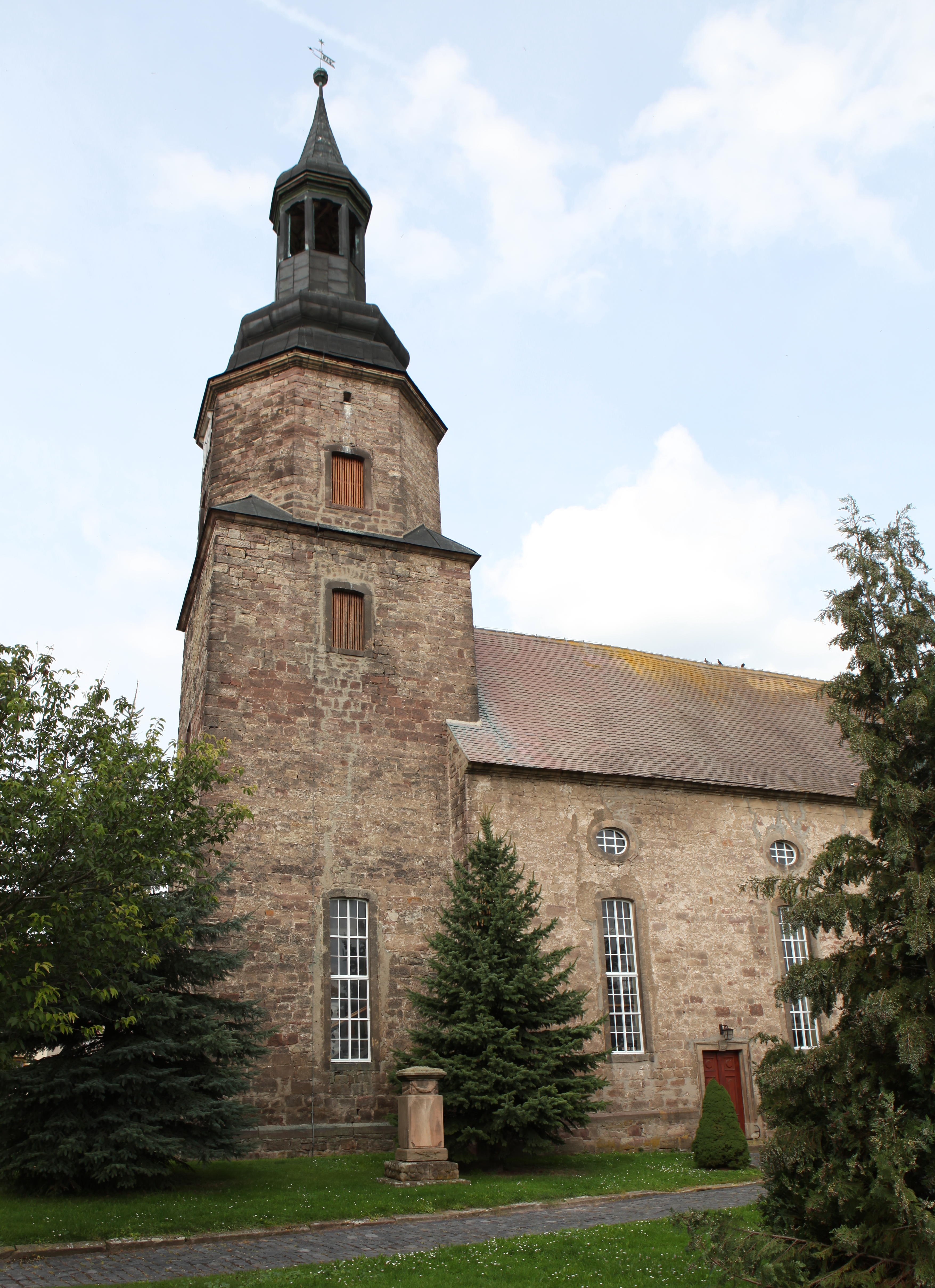
Evangelische Kirche St. Georg in Wennungen

Wennungen ist ein Dorf im nördlichen Burgenlandkreis (Sachsen-Anhalt). Es ist Ortsteil der Gemeinde Karsdorf.

## Geschichte
Bei Ausgrabungen auf dem Wennunger Sporn wurden Überreste aus der Frühbronzezeit ( Aunjetitzer Kultur) und der Spätbronzezeit (Ha-A1) gefunden. Darunter fallen zahlreiche Ofengruben auf sowie Reste von Briquetage.
In der späten Bronze- und der frühen Eisenzeit (12. bis frühes 5. Jh. v. Chr.) trug die Hochfläche westlich des Dorfes (bis zum Dissaubach) eine etwa 300 Hektar umfassende „Proto-Stadt“ der Unstrut-Kultur, die mit Gräben und Wällen geschützt war und an einem Fernhandelsweg vom Thüringer Becken in die Leipziger Tieflandsbucht lag. Gegenüber den zeitgenössischen Siedlungen mit meist nur 1 bis 2 Hektar Größe nahm diese Großsiedlung eine deutlich herausgehobene, überregionale Bedeutung ein. Sole und Metallerze wurden hier in großen Mengen verarbeitet. In tausenden Vorratsgruben wurde Getreide gespeichert. Ihre Einwohnerzahl wird für ihren Höhepunkt auf mehrere tausend Menschen geschätzt. Einzigartig für jene Zeit sind die Reste einer ornamental bemalten Hauswand, etwa 1.500 Lehmputzsplitter – die größte vorgeschichtliche Wandmalerei nördlich der Alpen. Teile der Siedlung wurden von 2007 bis 2010 im Zuge von Bauarbeiten an der ICE-Schnellfahrstrecke Erfurt – Leipzig ergraben.
Wennungen hat seinen Namen wahrscheinlich aufgrund seiner Lage an einer Flussschleife der Unstrut erhalten. 786 erfolgte eine urkundliche Ersterwähnung als Wenninge. Der Ort soll noch vor dem Untergang des alten thüringischen Königreichs entstanden sein, darauf verweisen Grabungsfunde. Das Kloster Hersfeld hatte in dieser Region bereits frühzeitig Besitz- und Lehnrechte und auch der Bischof von Bamberg sicherte sich später Rechte in diesem Raum, die noch bis zum Dreißigjährigen Krieg bestanden.
Die Edlen von Querfurt wurden 1450 mit Wennungen belehnt, konnten sich aber nicht lange im Ort halten, sondern verloren ihren Besitz an die in Burgscheidungen ansässigen Adelsgeschlechter. Der Ort selbst unterstand dem Amt Freyburg, das 1815 an das Königreich Preußen fiel.

## Persönlichkeiten
- Paul Jaeger (* 5. Oktober 1869 in Wennungen; † 20. Februar 1963 in Nußloch) war ein deutscher evangelischer Theologe, Mitglied der Deutschen Christen und Schriftsteller.